# Секели, Стив
Стив Секели (англ. Steve Sekely), имя при рождении — Иштван Секей (венг. Székely István) (25 февраля 1899 года — 9 марта 1979 года) — венгерский кинорежиссёр, с 1939 по 1951 год работавший в Голливуде.
Начав карьеру как журналист, в 1930 году Секели стал режиссёром, поставив почти сорок фильмов в Венгрии и Германии. В 1938 году Секели приехал в США, где «ставил заурядные по качеству фильмы категории В и телесериалы», в 1950-е годы время от времени снимая фильмы в Европе.
«Лучшими режиссёрскими работами Секели являются фильм нуар „Бессмысленный триумф“ (1948) и культовый научно-фантастический фильм „День триффидов“ (1963)».
В 1938 году его венгерский фильм «История Ности-младшего и Марии Тот» (1938) был номинирован на Кубок Муссолини Венецианского кинофестиваля как лучший иностранный фильм.

## Первые годы жизни. Начало карьеры
Секели родился 25 февраля 1899 года в Будапеште, Австро-Венгрия (ныне — Венгрия), под именем Иштван Шекей.
Секели учился в Будапештском университете технологии и экономики, но бросил учёбу, чтобы стать журналистом. В 1920 году он работал корреспондентом в Берлине, где с 1929 года занялся кино. В 1930 году Секели поставил в Германии свой первый фильм, комедию «Великая тоска» (1930), одним из сценаристов которого был Эмерик Прессбургер.
В 1931 году Секели вернулся в Венгрию, где поставил одну из самых популярных комедий в истории венгерского кино «Лакей Ипполит» (1931). За этой картиной последовали мелодрама «Марш Ракоши» (1933), комедии «Роман Иды» (1934), «Дунайское рандеву» (1936) и «Медовый месяц за полцены» (1936), а также криминальная драма «Номер 111» (1938) и мелодрама «История Ности-младшего и Марии Тот» (1938).

## Карьера в США
В 1939 году Секели начал работать в Голливуде в качестве режиссёра преимущественно проходных низкобюджетных фильмов для небольших кинокомпаний PRC, «Монограм», «Гранд Нэшнл», «Игл Лайон» и «Рипаблик».
Первым фильмом, поставленным Секели в США, стала мелодрама «Чудо на Главной улице» (1939), за которой последовала криминальная драма «За тюремными стенами» (1943), приключенческая хоррор-комедия «Месть зомби» (1943) с Джоном Кэррадайном и драма о тяжёлом положении женщин в Нацистской Германии «Невольницы» (1943).
В 1944 году Секели выступил режиссёром фильма нуар «Дама в камере смертников» (1944) с Джин Паркер и Лайонелом Этвиллом, шпионской драмы «Береговая линия» (1944) с Джоном Кэррадайном, криминальной драмы «Мой приятель» (1944) и спортивно-музыкальной мелодрамы «Серенада в Лейк-Плесиде» (1944). В 1946 году Секели поставил романтическую комедию «Потрясающая Сюзанна» (1946), а на следующий год — приключенческий фэнтези-экшн «Блондинка-дикарка» (1947).
В 1948 году Секели поставил «одну из самых интересных своих картин, увлекательный фильм нуар „Бессмысленный триумф“ (1948)», рассказывающий об ограблении нелегального казино и последующем преследовании бандитами лидера грабителей, который скрывается под видом уважаемого психотерапевта. Кинокритик Крейг Батлер назвал картину «плотным и энергичным небольшим фильмом нуар, достойным большего внимания», особо отметив актёрские работы Пола Хенрейда и Джоан Беннетт, операторскую работу Джона Олтона, а также «стильную режиссуру» Секели.
За экшн-фильмом «Приключение в Амазонке» (1949) с Томом Нилом последовала приключенческая мелодрама «Цитадель» (1951) с участием Вероники Лейк и Закари Скотта, действие которой происходит в Мексике в 1850-е годы. В том же году на испанском языке им был снят фильм «Красная фурия» (1951), практически полностью совпадающий в «Цитаделью», за исключением замены американских звёзд на мексиканских артистов (главную женскую роль сыграла испанская звезда Сара Монтьель).
В 1950-е годы Секели был также режиссёром телесериалов «Восточный экспресс» (1952-53) и «Тайны Нью-Йорка» (1959).

## Режиссёрские работы в Европе в 1950-е годы
С начала 1950-х годов, Секели вновь время от времени ставил фильмы в Европе.
Вслед за немецкой комедией «Китайская императрица» (1953) Секели поставил триллер времён Холодной войны о таинственном исчезновении в Лондоне учёных-ядерщиков «Пропавшие учёные» (1955), после чего последовала итало-французская историческая мелодрама «Приключения Картуша» (1955) с участием Ричарда Бейсхарта и итальянская историческая мелодрама времён Римского периода «Грешники пустыни» (1959) с участием Рут Роман и Акима Тамироффа.
В 1963 году Секели поставил по роману Джона Уиндема «захватывающий фантастический триллер „День триффидов“ (1963)», в котором подавляющее большинство населения Земли слепнет в результате метеоритного дождя, после чего из прибывших на метеоритах спор начинают расти плотоядные растения, уничтожающие людей.
После приключенческого детектива «Кеннер» (1968), герой которого (Джим Браун) отправляется в Индию, чтобы отомстить за убийство своего делового партнёра, Секели вернулся в Венгрию, где поставил свой последний фильм, романтическую мелодраму «Глициния» (1973), действие которой происходит в Венгрии накануне Первой мировой войны.

## Смерть
Секели умер 9 марта 1979 года в Палм-Спрингс, Калифорния, от рака желудка.

## Избранная фильмография

### Европейские фильмы
- 1930 — Великая тоска / Die große Sehnsucht (Германия)
- 1931 — Лакей Ипполит / Hyppolit a lakáj (Венгрия)
- 1932 — Летящее золото / Repülő arany (Венгрия)
- 1932 — Чрезвычайно богатый человек / Ein steinreicher Mann (Германия)
- 1933 — Марш Ракоши / Rakoczi-Marsch (Австрия, Германия, Венгрия)
- 1934 — Эмми / Emmy (Венгрия)
- 1934 — Роман Иды / Ida regénye (Венгрия)
- 1935 — Бал в Савое / Ball im Savoy (Венгрия, Германия)
- 1936 — Медовый месяц за полцены / Nászút féláron (Венгрия)
- 1936 — Дунайское рандеву / Dunaparti randevú (Венгрия)
- 1936 — Кафе Москва / Café Moszkva (Венгрия)
- 1938 — Номер 111 / A 111-es (Венгрия)
- 1938 — История Ности-младшего и Марии Тот / A Noszty fiú esete Tóth Marival (Венгрия)

### Американские фильмы
- 1939 — Чудо на Главной улице / Miracle on Main Street
- 1943 — За тюремными стенами / Behind Prison Walls
- 1943 — Месть зомби / Revenge of the Zombies
- 1943 — Невольницы / Women in Bondage
- 1944 — Дама в камере смертников / Lady in the Death House
- 1944 — Береговая линия / Waterfront
- 1944 — Мой приятель / My Buddy
- 1944 — Серенада в Лейк-Плэсиде / Lake Placid Serenade
- 1946 — Потрясающая Сюзанна / The Fabulous Suzanne
- 1947 — Блондинка-дикарка / Blonde Savage
- 1948 — Бессмысленный триумф / Hollow Triumph
- 1949 — Приключение в Амазонке / Amazon Quest
- 1951 — Цитадель / Stronghold
- 1951 — Красная фурия / Furia roja (Мексика)
- 1969 — Кеннер / Kenner

### Европейские фильмы
- 1953 — Китайская императрица / The Empress of China (ФРГ)
- 1955 — Пропавшие учёные / The Missing Scientists (ФРГ-Великобритания)
- 1955 — Приключения Картуша / Le avventure di Cartouche (Италия-Франция)
- 1959 — Грешники в пустыне / La peccatrice del deserto (Италия)
- 1962 — День триффидов / The Day of the Triffids (Великобритания)
- 1973 — Глициния / Lila ákác (Венгрия)